# Fundación Anomalía
La Fundación Anomalía fue una entidad sin ánimo de lucro española creada en 1996 en Santander para promover el estudio racional de los ovnis y otras anomalías científicas. Fue la única de su género en España y una de las pocas que existieron en Europa.

## Finalidades
Según se estableció en el artículo quinto de sus Estatutos, el objeto y las finalidades de la Fundación Anomalía fueron:
1. La promoción del estudio de la influencia en la cultura popular de los avances de la ciencia y la tecnología, de las anomalías científicas y de lo maravilloso, así como de las respuestas sociales que generan.
2. La preservación y gestión de archivos, bibliografía y legados culturales relativos a estas materias.
3. La divulgación de su labor mediante sus órganos de difusión y por cualquier otro medio.
4. La concesión de becas de ayuda a la investigación.
5. La realización de actividades museísticas y el fomento y difusión del patrimonio histórico-artístico y cultural.

## Historia
La Fundación Anomalía surgió en el seno del Colectivo Cuadernos, grupo de estudiosos formado por profesionales y titulados (además de entidades privadas como el CEI de Barcelona, RNC de Sevilla, CIOVE de Santander, GEIFO de Cádiz y otras) que tuvo su origen en la publicación especializada Cuadernos de Ufología, creada en 1983 y referente obligado para la ufología crítica en lengua española. La Fundación se constituyó ante Notario el 12 de julio de 1996, y fue legalizada por el Ministerio de Cultura el 7 de enero de 1997. Su dirección corrió a cargo de un Patronato integrado por diversos miembros.
En 2010 la entidad cambió su nombre por el de Fundación Íkaros, aunque conservó el mismo logotipo. En abril de 2012, Cuadernos de Ufología dejó de publicarse después de 29 años, y la Fundación Íkaros se disolvió.

## Actividades
La Fundación Anomalía se ha afanado desde su creación en potenciar la investigación ufológica de calidad mediante la concesión de numerosos premios y becas para el estudio de estas materias; y ha mantenido igualmente una política de publicaciones, plasmada tanto en la edición de diversas revistas como de monografías y libros, que ha dado a conocer al público textos de indudable interés para la cuestión. Por otra parte, la entidad ha llevado a cabo un considerable esfuerzo en la recuperación de archivos que corrían el riesgo de perderse para siempre, así como en la recopilación de bibliografía especializada, llegando a desarrollar varios proyectos de bases de datos informáticas que permitieran dar acceso a los interesados a ingentes cantidades de información sobre fenómenos aéreos anómalos. Del mismo modo, la Fundación ha mantenido y potenciado su presencia en Internet y ha difundido también su labor en actos públicos y diferentes eventos culturales.

### Obras publicadas por la Fundación Anomalía
- Smith, Willy y Borraz Aymerich, Manuel (1992). Del Libro Azul al Proyecto UNICAT. Los gigantes de Gáldar. Santander: Cuadernos de Ufología.
- Cabria García, Ignacio (1993). Entre ufólogos, creyentes y contactados. Una historia social de los OVNIS en España. Santander: Cuadernos de Ufología. ISBN 84-604-7077-6.
- Fundación Anomalía (1997). Diccionario Temático de Ufología. Santander: Fundación Anomalía. ISBN 84-605-6850-4.
- Fernández Peris, Juan Antonio (2000). El expediente Manises. Santander: Fundación Anomalía. ISBN 84-607-0825-X.
- Alcíbar Cuello, José Miguel (2001). El Condesito. Un viaje al corazón del fenómeno OVNI. Santander: Fundación Anomalía. ISBN 84-607-1854-9.
- Kottmeyer, Martin S. y Genovese, Stefania (2001). Transmutaciones. La mitopoyesis ufológica. Santander: Fundación Anomalía. ISBN 84-607-3603-2.
- Cabria García, Ignacio (2002). Ovnis y ciencias humanas. Un estudio temático de la bibliografía (1947-2000). Santander: Fundación Anomalía. ISBN 84-607-6545-8.
- Carretero Olmedo, Ángel (2004). Humanoides en Conil. Estudio sobre un encuentro polémico. Santander: Fundación Anomalía. ISBN 84-609-2687-7.
- Hourcade, Milton W. (2005). OVNIs: la agenda secreta. Santander: Fundación Anomalía. ISBN 84-609-8799-X.

### Revistas editadas por la Fundación Anomalía
- Cuadernos de Ufología (ISSN 11363002), desde 1983.
- Suplemento internacional (ISSN 11362995), desde 1995.
- @nomalía (ISSN 16959728), desde 2002.